# レンテンヤッコ
レンテンヤッコ（学名：Centropyge interrupta）は、スズキ目キンチャクダイ科アブラヤッコ属に分類される魚類の一種。種小名は「途切れた」を意味する。

## 形態

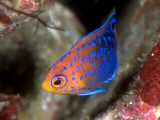
幼魚

全長は最大20cmで、日本で見られるアブラヤッコ属の魚の中では最も大きくなる。体色はオレンジ色で、紫がかった青色の斑点があり、尾鰭は黄色。斑点は尾に近いものほど大きく、より紫色に近くなる。幼魚は背鰭後部に青色の眼状紋をもつ。メスはオレンジ色が濃い。オスは斑点の数がより多い。背鰭は14棘と16軟条から、臀鰭は3棘と17軟条から成る。

## 生態
雑食で、サンゴのポリプ、小型甲殻類、藻類、他の魚の糞などを食べる。水深20-30mの岩礁域に生息する。本種は一夫多妻制で、12 cm程に成長すると、20 - 39日かけてメスからオスへ性転換する。

## 分布
南日本、台湾、ハワイ。伊豆諸島や小笠原諸島に多い。

## 人とのかかわり
観賞魚であり、飼育下繁殖も行われている。乱獲により数が少なくなっている。